# Sobre la cara visible de la Luna
Sobre la cara visible de la luna (en griego antiguo: Περὶ τοῦ ἐμφαινομένου προσώπου τῷ κύκλῳ τῆς σελήνης; en latín De facie in orbe Lunae) es una obra científica del historiador griego Plutarco (siglos I-II d. C.), catalogada dentro de sus Moralia (920a-945e) y estructurada como un diálogo.

## Estructura
La autenticidad de este diálogo se ha cuestionado en ocasiones, pero sin ninguna razón plausible. Está mutilado al principio, aunque es imposible decir si se ha perdido mucho o poco. Esto se deduce no sólo del comienzo abrupto, tal como se conserva, de la falta de cualquier tipo de introducción y de la imposibilidad de identificar al orador principal hasta dos tercios del diálogo, sino, más ciertamente aún, de la naturaleza del texto en las frases iniciales.
El diálogo versa sobre el problema de las manchas lunares, que dibujan en la luna las características de un rostro. Los interlocutores discuten sobre lo que son dichas manchas y la posibilidad de que haya imperfecciones en un cuerpo celeste, tratando de explicar por qué hay manchas negras en un cuerpo que debería estar sin manchas, y analizando las teorías de la visión. La discusión concluye con la opinión de que hay otra Tierra en nuestro satélite, con depresiones y abismos, llenos de agua y aire, donde la luz del sol se refleja de forma desigual, dando lugar a las grandes manchas oscuras.
En el diálogo, tal y como se ha conservado, el primer orador es Sila. Su función principal es narrar el mito que menciona en las primeras palabras y que ocupa la última quinta parte de la obra; pero interrumpe el diálogo propiamente dicho para preguntar si lo que relata tiene alguna dificultad. Es un cartaginés, presumiblemente el Sestius Sulla mencionado por Plutarco en su Rómulo y que dio una cena a Plutarco en Roma.
El segundo orador, al mismo tiempo narrador y conductor del diálogo, es Lampria, que también es el narrador del De defectu oraculorum, diálogo que protagoniza y al que Plutarco llama en otro lugar su hermano.
Apolónides, el tercer orador, es identificado inmediatamente como un experto en geometría y Lampria indica que el alcance y las limitaciones de su especialidad coinciden con los de Hipócrates, el gran astrónomo. Propone objeciones a la explicación del «rostro» de Lampria basadas en cálculos y en terminología astronómica
Ciertamente Aristóteles, que propone la teoría peripatética ortodoxa de los cuerpos celestes, es sólo un nombre elegido por Plutarco para referirse a la escuela que representa, mientras que la posición estoica está representada por Farnaces, que Plutarco elige probablemente por el aspecto asiático de su nombre.

### Traducción al español
- Obras morales y de costumbres (Moralia). Obra completa. Madrid: Gredos. ISBN 978-84-249-1601-5. Volumen IX: Sobre la malevolencia de Heródoto; Cuestiones sobre la naturaleza; Sobre la cara visible de la luna; Sobre el principio del frío; Sobre si es más útil el agua o el fuego; Sobre la inteligencia de los animales; «Los animales son racionales» o «Grilo»; Sobre comer carne. 2002. ISBN 978-84-249-2322-8.

## Véase además
- Moralia
- Plutarco